# Dark Endless
Dark Endless è il primo album del gruppo musicale Black metal svedese dei Marduk, uscito nel 1992 per la No Fashion Records.
Nel 2006 è stato ristampato dalla Blooddawn Productions con audio rimasterizzato, differente copertina e l'aggiunta di 5 nuove tracce.

## Tracce
1. Still Fucking Dead (Here's No Peace) - 3:58
2. The Sun Turns Black as Night - 3:06
3. Within The Abyss - 3:41
4. The Funeral Seemed to Be Endless - 3:37
5. Departure from the Mortals - 3:24
6. The Black... - 4:03
7. Dark Endless - 3:53
8. Holy Inquisition - 4:25
9. Departure from the Mortals (Live)*
10. Within the Abyss (Live)*
11. Still Fucking Dead (Live)*
12. The Black Goat (Live)*
13. Evil Dead (Live)*

* bonus track della versione Blooddawn Productions

## Formazione
- Andreas (Mourning) Axelsson: voce
- Devo Andersson: chitarra
- Morgan Steinmeyer Håkansson: chitarra
- Joakim (Grave) Gothberg: batteria
- Richard Kalm: basso